# ACTミュージック
ACTミュージック（ACT Music、ACT）は、1992年にシーグフリード・ロッホによって設立されたドイツのレコード・レーベル。元々、1988年にロッホとアネット・フンペによって設立された「ACT Music + Video」の一部門である。ACTは、ポップ・ミュージック・レーベルとしてスタートしたが、スタート後すぐに解散した。ロッホはジャズ・レーベルへと切り替え、最初はリバティ、フィリップス、WEAのために録音された音楽を再発した後、新しい録音作品に目を向けていった。
ACTからの最初のリリースは、ヴィンス・メンドーザとアリフ・マーディンによるアルバム『ジャズパナ (Jazzpaña)』で、マイケル・ブレッカー、アル・ディ・メオラ、スティーヴ・カーンがフィーチャーされていた。本作は2つのグラミー賞にノミネートされている。ACTは、2010年から2013年にかけて、ドイツの「エコー・ジャズ (Echo Jazz)」オンライン投票で、4回連続してレーベル・オブ・ザ・イヤーに選ばれた。

## レーベル登録名簿
ACTには、マリウス・ネセット、ブッゲ・ヴェッセルトフト、ラース・ダニエルソン、ヴィクトリア・トルストイ、ヴィジェイ・アイヤー、レシェック・モジジェル、イーロ・ランタラ、ニルス・ラングレン、エスビョルン・スヴェンソン・トリオといったアーティストたちが所属している。
また、エスビョルン・スヴェンソン、リーグモル・グスタフソン、ウルフ・ワケニウスも参加している。他国から契約したアーティストには、ノルウェーのサックス奏者ゲイル・リスネ、トーレ・ブルンボルグ、フロイ・アーグレ、ヴァイオリニストのヘニング・クラゲルド、バンドのイン・ザ・カントリー、デンマークのボーカリストであるセシリア・ノービー、ベルギーのギタリストであるフィリップ・カテリーン、オーストリアのピアニストであるデヴィッド・ヘルボック、フランスのドラマーであるマヌ・カチェがいる。このレーベルのドイツ人ミュージシャンには、クリスチャン・ムースピエル、ヨアヒム・キューン、クリストフ・ラウアー、ヴォルフガング・ハフナー、ミハイル・ウォルニー (2010年のエコー・ジャズ・アワードで最優秀楽器奏者、ピアノ/キーボード賞を受賞) が含まれる。
ACTはグエン・レとユン・サン・ナー（2011年エコー・ジャズ・アワードで国際最優秀歌手賞を受賞）、ヤスパー・ファントフ、サイモン・ナバトフ、パオロ・フレスのレコーディングを行っている。